# Schizotrichia
Schizotrichia là một chi thực vật có hoa trong họ Cúc (Asteraceae).

## Loài
Chi Schizotrichia gồm các loài: